# جيمس كوتريل
جيمس كوتريل (بالإنجليزية: James Cotterill)‏ هو لاعب كرة قدم بريطاني في مركز قلب الدفاع، ولد في 3 أغسطس 1982 في بارنسلي في المملكة المتحدة. لعب مع سكونثورب يونايتد ونادي بارو ونادي برادفورد بارك أفنيو.

## وصلات خارجية
- جيمس كوتريل على موقع قاعدة بيانات كرة القدم.إي يو (الإنجليزية)
- جيمس كوتريل على موقع Soccerbase.com (لاعب) (الإنجليزية)